# دیوید یورچنکو
دیوید یورچنکو (ارمنی: Դավիթ Յուրչենկո؛ روسی: Давид Викторович Юрченко؛ زادهٔ ۲۷ مارس ۱۹۸۶) بازیکن فوتبال اهل ارمنستان است.

## باشگاهی
از باشگاه‌هایی که در آن بازی کرده‌است می‌توان به اسپارتاک مسکو، لوکوموتیو مسکو، تیتان مسکو، لیپایاس متالورگس، دینامو مینسک، کریلیا سووتوف سامارا، وولگار-گازپروم آستراخان، موردوویا سارانسک، اوفا، آنژی مخاچ‌قلعه، توسنو و ینی‌سئی کراسنویارسک اشاره کرد.

## نگارخانه

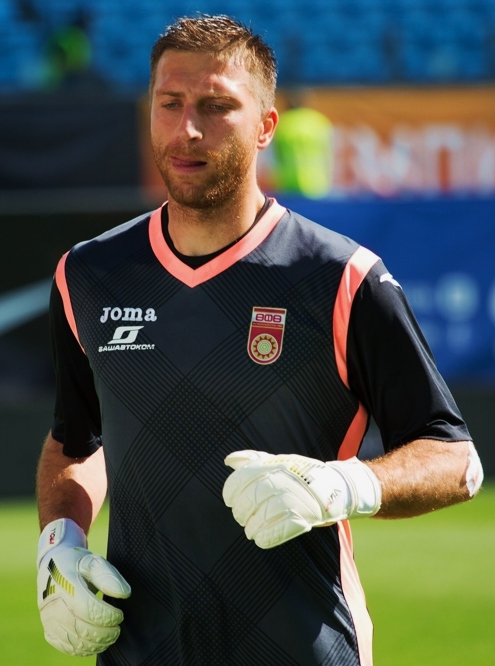
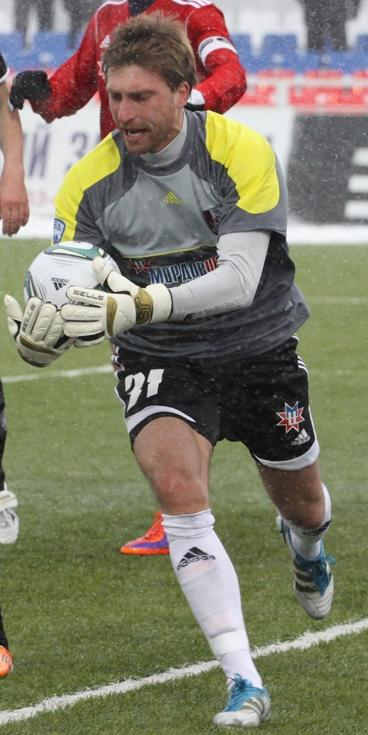